# Austin Farrer
Austin Marsden Farrer (1er octobre 1904 - 29 décembre 1968) est un philosophe, théologien et bibliste anglican britannique. Il est considéré comme une grande figure de l'anglicanisme du XXe siècle. Il est directeur du Keble College d'Oxford, de 1960 à 1968.

## Biographie
Farrer est né le 1er octobre 1904, fils unique des trois enfants d'Augustine et Evangeline Farrer, à Hampstead, Londres, Angleterre. Son père est un pasteur baptiste et Farrer est élevé dans cette foi. Il va à la St Paul's School de Londres et obtient une bourse à Balliol College d'Oxford. Encouragé par son père à poursuivre ses études, il trouve néanmoins les divisions dans l'église baptiste décourageantes et pendant qu'il est à Oxford il devient anglican. Trouvant son foyer spirituel à l'église St Barnabas à Oxford, sa théologie et sa spiritualité deviennent profondément anglo-catholiques, bien que centrées sur le Book of Common Prayer. Après avoir remporté une première en humanités, il va à l'université théologique de Cuddesdon où il se forme à côté du futur archevêque de Cantorbéry, Michael Ramsey.
Il est curé à Dewsbury, dans le West Yorkshire, après quoi il est invité à devenir aumônier et tuteur à St Edmund Hall, Oxford, en 1931 (poste qu'il occupe jusqu'en 1935). Farrer est membre et aumônier du Trinity College, Oxford, de 1935 à 1960. En 1937, il épouse Katharine Dorothy Newton, (fille du révérend Frederick Henry Joseph Newton), qui devient un romancier policier. Ils ont ensemble une fille Caroline en 1939.
À la mort d'Oliver Quick en 1959, la chaire Regius de théologie est vacante et le nom de Farrer est largement évoqué. Cependant, son approche typologique de la lecture des Écritures, notamment dans ses livres sur Marc et le livre de l'Apocalypse, est en dehors du courant dominant de l'érudition biblique, et son article "On Dispensing with Q " (l'une des supposées sources perdues des Évangiles) fait fureur des deux côtés de l'Atlantique. Henry Chadwick est nommé à la place. L'année suivante, Farrer est nommé directeur du Keble College, Oxford, poste qu'il occupe jusqu'à sa mort le 29 décembre 1968, à l'âge de 64 ans.
Après la mort soudaine de Farrer, Spencer Barrett, le sous-directeur, préside le changement de statut du collège qui supprime l'exigence pour le directeur du Keble College d'être un membre du clergé anglican. Cependant, le directeur nommé pour succéder à Farrer, Dennis Nineham, est un autre membre du clergé.
Farrer est enterré au cimetière Holywell d'Oxford.

## Travaux
En dehors de son érudition biblique, considérée comme non-conformiste, le travail de Farrer est principalement philosophique, même s'il est encore une fois hors du courant dominant. Il n'est pas influencé par l'empirisme de contemporains tels que John Wisdom, Gilbert Ryle et Alfred Jules Ayer. Les "Métaphysiques", comme on appelle son petit groupe de penseurs compagnons, sont d'un tempérament entièrement différent. Sa pensée est essentiellement thomiste, non seulement dans le fait qu'il est fortement influencé par la pensée de Thomas mais aussi dans la manière dialogique dont il présente ses arguments.
Un de ses amis les plus proches, C. S. Lewis, est un apologiste chrétien qui lui dédie son livre Réflexions sur les Psaumes. Farrer apporte les derniers sacrements à Lewis avant sa mort. Il est également proche de J. R. R. Tolkien et Dorothy L. Sayers. Farrer est plus étudié et plus admiré depuis sa mort aux États-Unis que dans son propre pays.
Sa contribution majeure à la pensée chrétienne est sa notion de «double agence», selon laquelle les actions humaines sont entièrement les nôtres mais sont aussi l'œuvre de Dieu, bien que parfaitement cachées. Il décrit Dieu à des fins telles que "l'acte intelligent".
Il présente sa propre solution au problème synoptique, l'hypothèse dite de Farrer dans un court essai intitulé "On Dispensing with Q". Q est la source hypothétique de ces parties de l'évangile de Luc et de Matthieu qui ne sont pas dans Marc mais qui sont à peu près identiques. Il s'oppose à la possibilité de reconstruire Q en notant que s'il aurait été impossible de reconstruire Marc à partir des autres évangiles s'il avait été perdu, Marc n'a pas été perdu. "J'en ai une copie sur mon bureau." Le fait qu'il ait fait un court travail sur une hypothèse aussi établie exaspère de nombreux chercheurs et a peut-être contribué à ce qu'il ne soit pas nommé professeur Regius de théologie. Michael Goulder est à la fois un élève et un défenseur notable de sa thèse.
Son scepticisme à l'égard d'une grande partie de l'érudition orthodoxe s'étend à une critique généralement courte mais puissante de la collection allemande d'essais Kerygma and Myth dont le principal contributeur est Rudolf Bultmann. Il affirme, contre eux, que sans le concept de miracle, le projet chrétien est fatalement vicié, préférant les formes de défense existentielle de la foi de tel Gabriel Marcel à celle des Allemands.

## Publications
Ses livres comprennent plusieurs sur Marc, deux commentaires sur le livre de l'Apocalypse, une étude des Tentations, intitulée La Triple Victoire (un livre de Carême de l'archevêque de Cantorbéry), des ouvrages philosophiques tels que La liberté de la volonté, Fini et infini et Foi et Spéculation, les livres apologétiques A Science of God (a Bishop of London's Lent Book) et Saving Belief, une défense de la bonté de Dieu appelée Love Almighty and Ills Unlimited : un essai sur la providence et le mal, une méditation sur le Credo appelée Lord, Je crois et de nombreux recueils de sermons.